# Neoserica quinqueflabellata
Neoserica quinqueflabellata är en skalbaggsart som beskrevs av Brenske 1896. Neoserica quinqueflabellata ingår i släktet Neoserica och familjen Melolonthidae. Inga underarter finns listade i Catalogue of Life.